# Lijst van personen uit Glasgow
Deze lijst geeft een overzicht van personen die geboren zijn in de Schotse stad Glasgow en een artikel hebben op de Nederlandstalige Wikipedia. De lijst is gerangschikt naar geboortedatum.

## Geboren in Glasgow

### Voor 1800
- George Bogle (1747–1781), Schot in dienst van de Britse Oost-Indische Compagnie
- John Moore (1761–1809), militair
- Charles Macintosh (1766–1843), ondernemer, chemicus en uitvinder van waterbestendige stoffen
- Robert Foulis (1796-1866), Canadees ingenieur, uitvinder, zakenman en kunstenaar

### 1800–1899

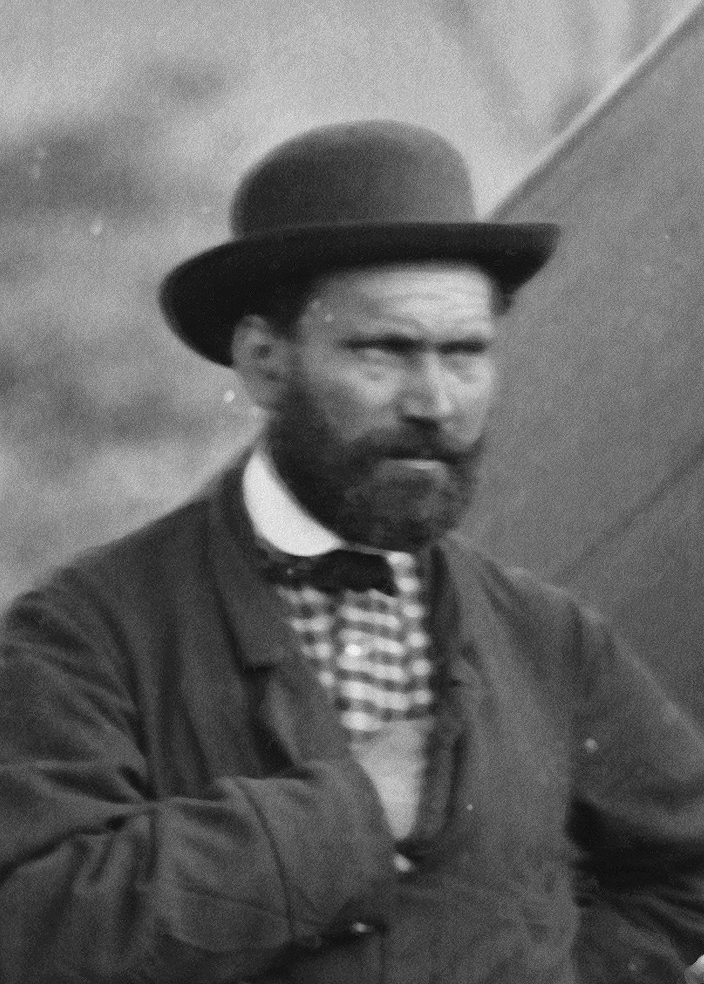
Detective Allan Pinkerton (1819-1864)

- Thomas Graham (1805–1869), scheikundige
- John Macdonald (1815-1891), Canadees advocaat, politicus en eerste minister-president van Canada
- Allan Pinkerton (1819-1884), Amerikaans detective
- Henry Campbell-Bannerman (1836-1908), politicus en eerste minister
- Thomas Lipton (1850–1931), ondernemer
- William Ramsay (1852-1916), scheikundige en Nobelprijswinnaar (1904)
- Alexander Mann (1853–1908), kunstschilder
- James Frazer (1854-1941), antropoloog en een van de voorlopers van de moderne culturele antropologie
- Fergus Suter (1857–1916), steenhouwer en voetballer
- Arthur Henderson (1863-1935), politicus en Nobelprijswinnaar (1934)
- Eugen d'Albert (1864-1932), componist en pianist
- Archibald Leitch (1865–1939), architect
- Bessie MacNicol (1867-1904), kunstschilder
- Charles Rennie Mackintosh (1868-1928), architect en ontwerper
- John Downes (1870–1943), zeiler
- John Aspin (1872–1933), zeiler
- Katharine Cameron (1874–1965), kunstschilder in aquarel, olieverf en gouache, boekillustrator en etser
- James Bunten (1875–1935), zeiler
- Richard Gavin Reid (1879-1980), Canadees politicus
- Arthur Downes (1883–1956), zeiler
- Muriel Robertson (1883–1973), microbiologe
- Frank Lloyd (1886-1970), filmregisseur, -scenarioschrijver en -producent
- George Pattullo (1888–1953), voetballer
- Mortimer Wheeler (1890-1976), archeoloog
- Archie Stark (1897-1985), Schots-Amerikaans voetballer

### 1900–1919
- Erik Chisholm (1904-1965), componist, dirigent en pianist
- James Foster (1905–1969), ijshockeyspeler
- Joan Du Plat Taylor (1906–1983), onderwaterarcheoloog
- Alexander Todd (1907-1997), biochemicus en Nobelprijswinnaar (1957)
- Alexander King (1909-2007), wetenschapper en diplomaat, medeoprichter van de Club van Rome
- Ian Sneddon (1919–2000), wiskundige en natuurkundige

### 1920–1929
- Edwin Morgan (1920–2010), dichter en vertaler
- Victor Turner (1920-1983), cultureel antropoloog
- Benjamin Creme (1922-2016), esotericus, kunstschilder, auteur, internationaal spreker en redacteur
- Alistair MacLean (1922-1987), romanschrijver
- Ivor Cutler (1923–2006), dichter, muzikant en performer
- Gordon Jackson (1923-1990), acteur en Emmy Award-winnaar
- Ninian Sanderson (1925-1985), autocoureur en autodealer
- James Stirling (1926-1992), architect
- Ronald Laing (1927-1989), psychiater
- Tommy Docherty (1928-2020), voetballer en voetbalcoach
- Iain Crichton Smith (1928–1998), dichter en schrijver van romans en korte verhalen
- Alasdair MacIntyre (1929-2025), filosoof

### 1930–1939
- June Almeida (1930–2007), virologe
- Adrienne Corri (1931–2016), actrice
- Lonnie Donegan (1931–2002), folk-, jazz- en skiffle-muzikant
- Jeremy Isaacs (1932), tv-producent
- David McCallum (1933-2023), acteur
- Stevie Chalmers (1935–2019), voetballer
- Alex Harvey (1935-1982), rockmusicus (The Sensational Alex Harvey Band)
- Kenneth White (1936-2023), dichter, schrijver en wetenschapper
- Donald Dewar (1937-2000), eerste minister-president van Schotland
- Ian Brady (1938–2017), seriemoordenaar
- Pat Crerand (1939), voetballer
- Archie Fisher (1939), volkszanger

### 1940–1949
- Jim Alder (1940), atleet

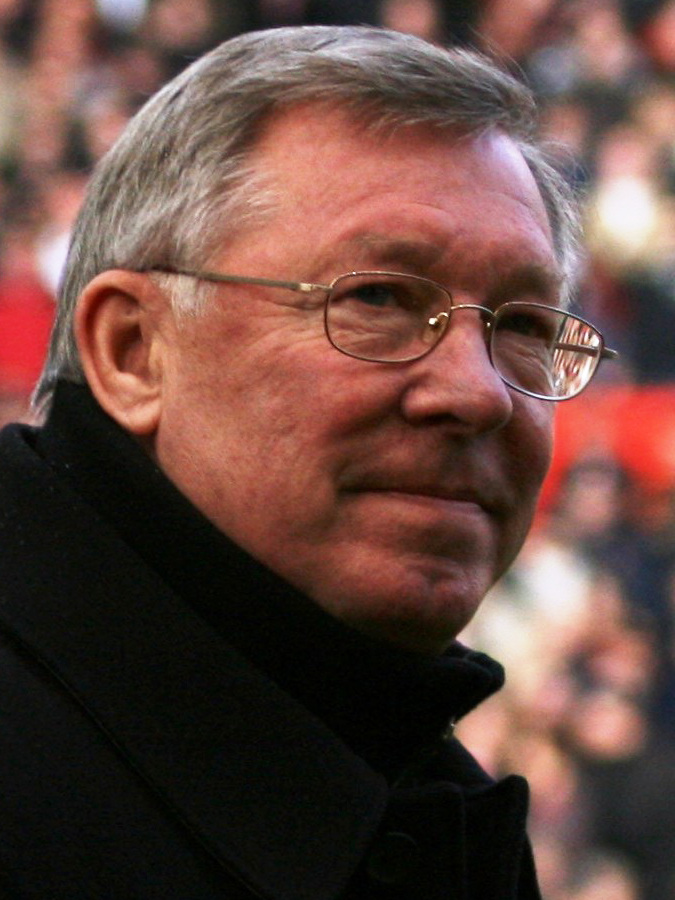
Voetbalmanager Alex Ferguson (1941)

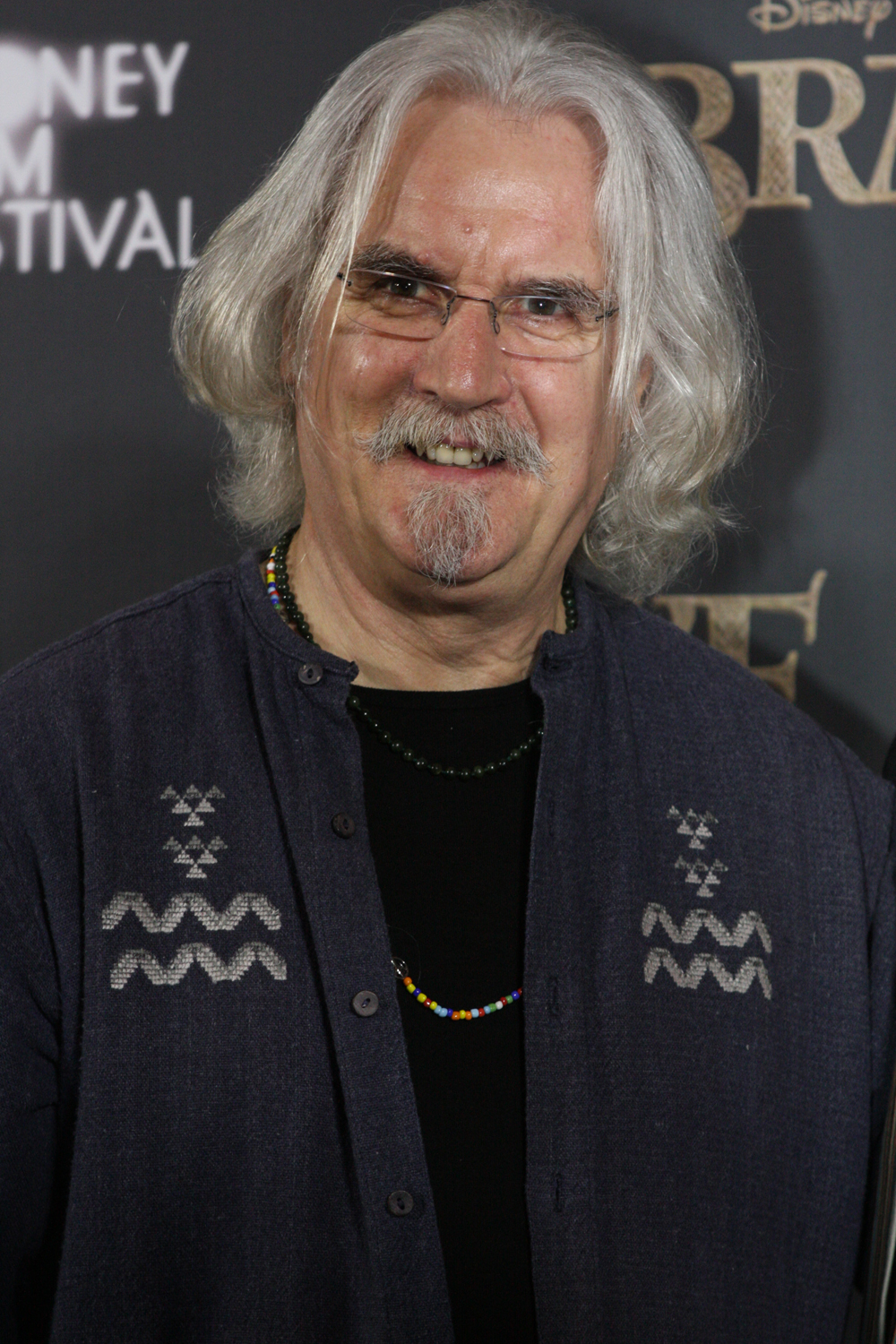
Komiek en acteur Billy Connolly (1942)

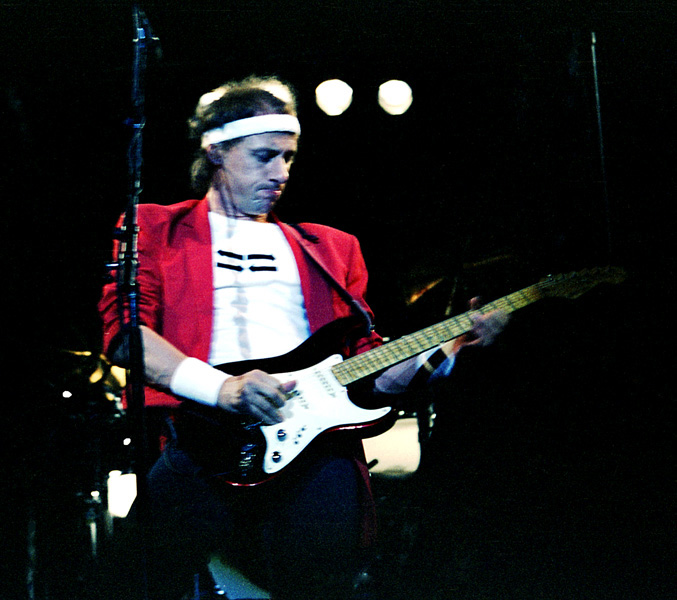
Zanger en gitarist Mark Knopfler (1949)

- Tom McGrath (1940-2009), toneelschrijver en jazzpianist
- Sir Alex Ferguson (1941), voetbalmanager
- Menzies Campbell (1941), politicus
- Jim Cruickshank (1941–2010), voetbaldoelman
- Billy Connolly (1942), komiek, acteur, muzikant en presentator
- Prentis Hancock (1942-2025), acteur
- Bert Jansch (1943-2011), folkmuzikant
- Campbell Armstrong (1944-2013), acteur
- Leslie Harvey (1944–1972), gitarist
- Maggie Bell (1945), zangeres
- Alexander Morton (1945), (stem)acteur
- Bill Paterson (1945), acteur
- Al Stewart (1945), singer-songwriter
- Michael Martin (1945-2018), voorzitter van het Britse Lagerhuis
- Brian McGinlay (1945), voetbalscheidsrechter
- Leslie Watson (1945-2024), atlete
- Eric Woolfson (1945-2009), muzikant en componist (o.a. Alan Parsons Project)
- Donovan (1946), singer-songwriter
- Alex Ligertwood (1946), zanger, gitarist, drummer en percussionist
- Jimmy McGill (1946–2015), voetballer
- Alex Rae (1946), voetballer en trainer
- Chris Rainbow (1946–2015), zanger
- George Young (1946), Australisch popmuzikant en producer
- Kenny Aird (1947-2024), voetballer
- Junior Campbell (1947), zanger, muzikant, componist, songwriter, producent en arrangeur
- Scott Fitzgerald (1948), zanger
- Dick Gaughan (1948), muzikant, zanger en songwriter
- David Hayman (1948), film- en televisieacteur en -regisseur
- Edward McGuire (1948), componist en fluitist
- Mark Knopfler (1949), zanger en gitarist van Dire Straits
- Frankie Miller (1949), zanger
- Hamish Stuart (1949), muzikant, songschrijver, componist en producer

### 1950–1959

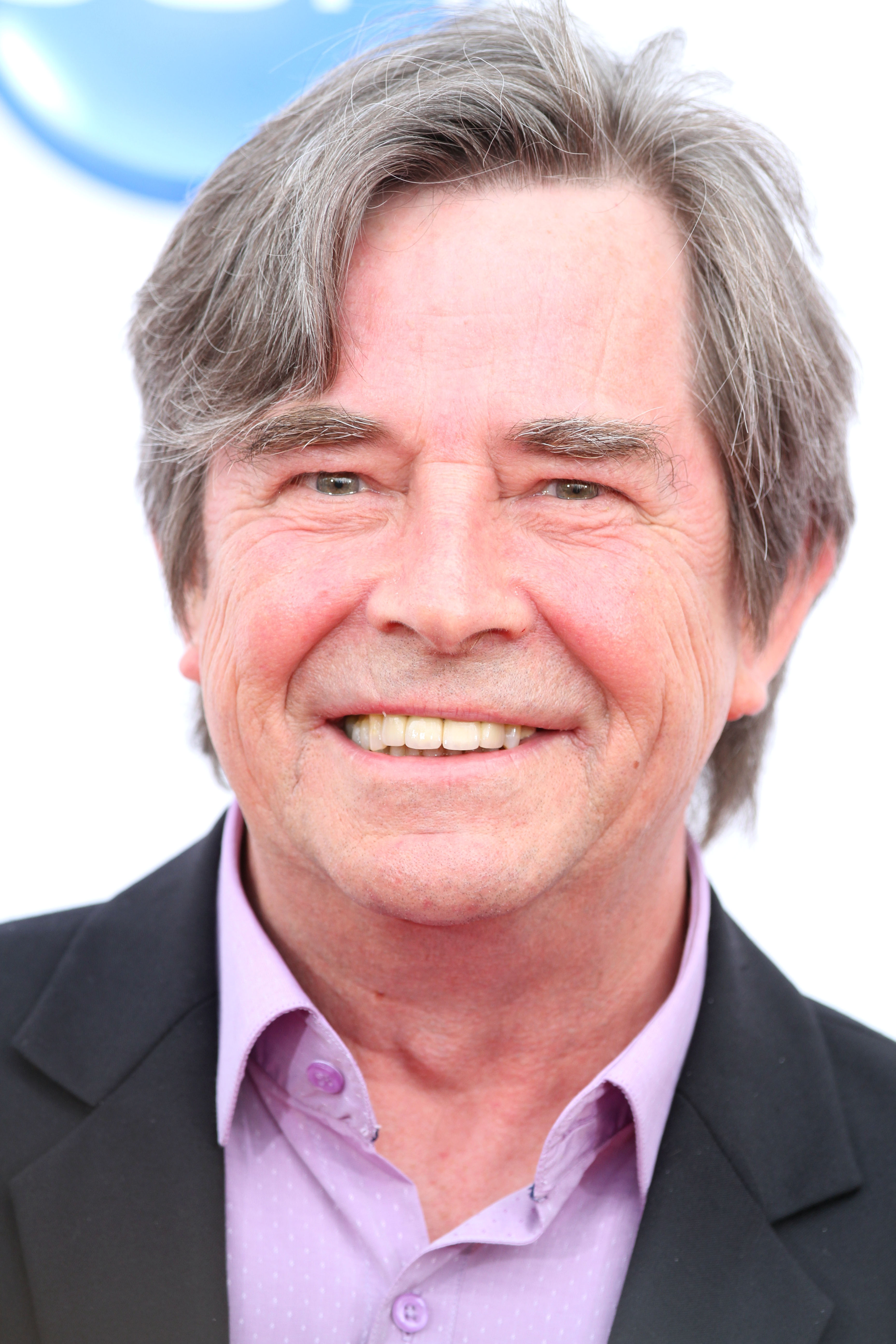
Australisch zanger John Paul Young (1950)

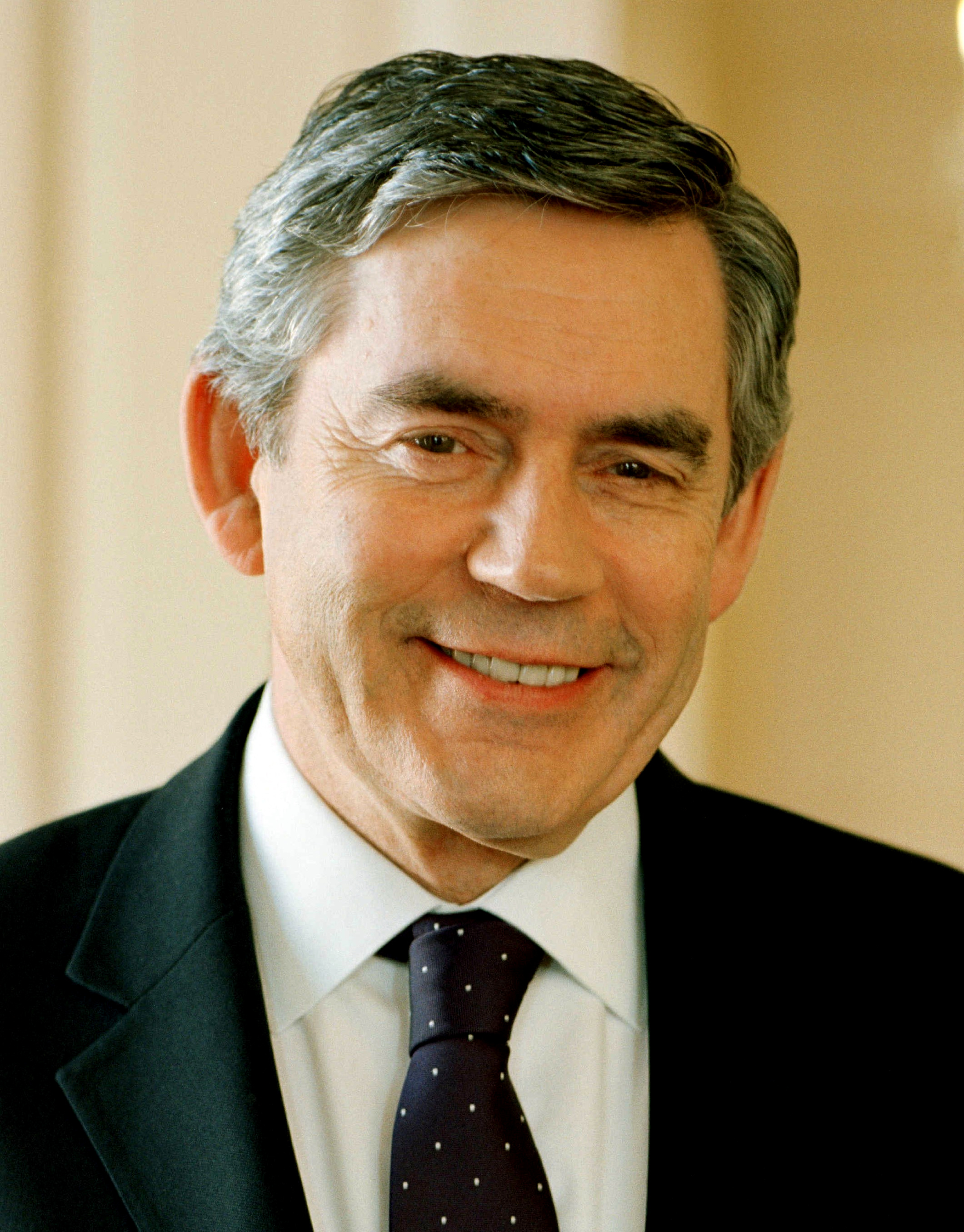
Premier Gordon Brown (1951)

- Helena Kennedy (1950), advocaat en politicus
- Tommy Craig (1950), voetbaltrainer en voormalig voetballer
- Danny McGrain (1950), voetballer en manager
- Alex Norton (1950), acteur
- John Paul Young (1950), Schots-Australisch zanger
- Gordon Brown (1951), premier van het Verenigd Koninkrijk
- Kenny Dalglish (1951), voetballer
- Jim Diamond (1951–2015), zanger
- Willie Donachie (1951), voetballer
- Jack Green (1951-2024), musicus
- Colin McAdam (1951-2013), voetballer
- Dougie Thomson (1951), basgitarist
- Alistair Hulett (1952–2010), folkzanger
- David Knopfler (1952), zanger en gitarist van Dire Straits
- Oliver Knussen (1952-2018), componist en dirigent
- James McKenna (1953), acteur
- Malcolm Young (1953-2017), gitarist van AC/DC
- Ray Weston (1954), drummer
- Carol Ann Duffy (1955), dichteres en toneelschrijfster
- Jimmy Calderwood (1955-2025), voetballer en voetbaltrainer
- Andy Gray (1955), voetballer
- Jamie Harvey (1955), darter
- Angus Young (1955), gitarist van AC/DC
- Steve Archibald (1956), voetballer en trainer
- Lawrence Gowan (1956), muzikant
- John Lunn (1956), componist
- Mike McIntyre (1956), zeiler
- Maggie Reilly (1956), zangeres
- B.A. Robertson (1956), zanger, muzikant, componist, songwriter en acteur
- Stevie Young (1956), gitarist
- John Wark (1957), voetballer
- Peter Capaldi (1958), acteur
- Gary Lewis (1958), acteur
- Jim Kerr (1959), zanger en frontman van Simple Minds
- Craig Armstrong (1959), (film)componist
- Richard Budgett (1959), roeier
- Gerard Kelly (1959–2010), acteur
- Andrew Marr (1959), journalist
- Frank McAvennie (1959), voetballer
- Alex McLeish (1959), voetbalcoach en gewezen voetballer
- Eddi Reader (1959), zangeres

### 1960–1969

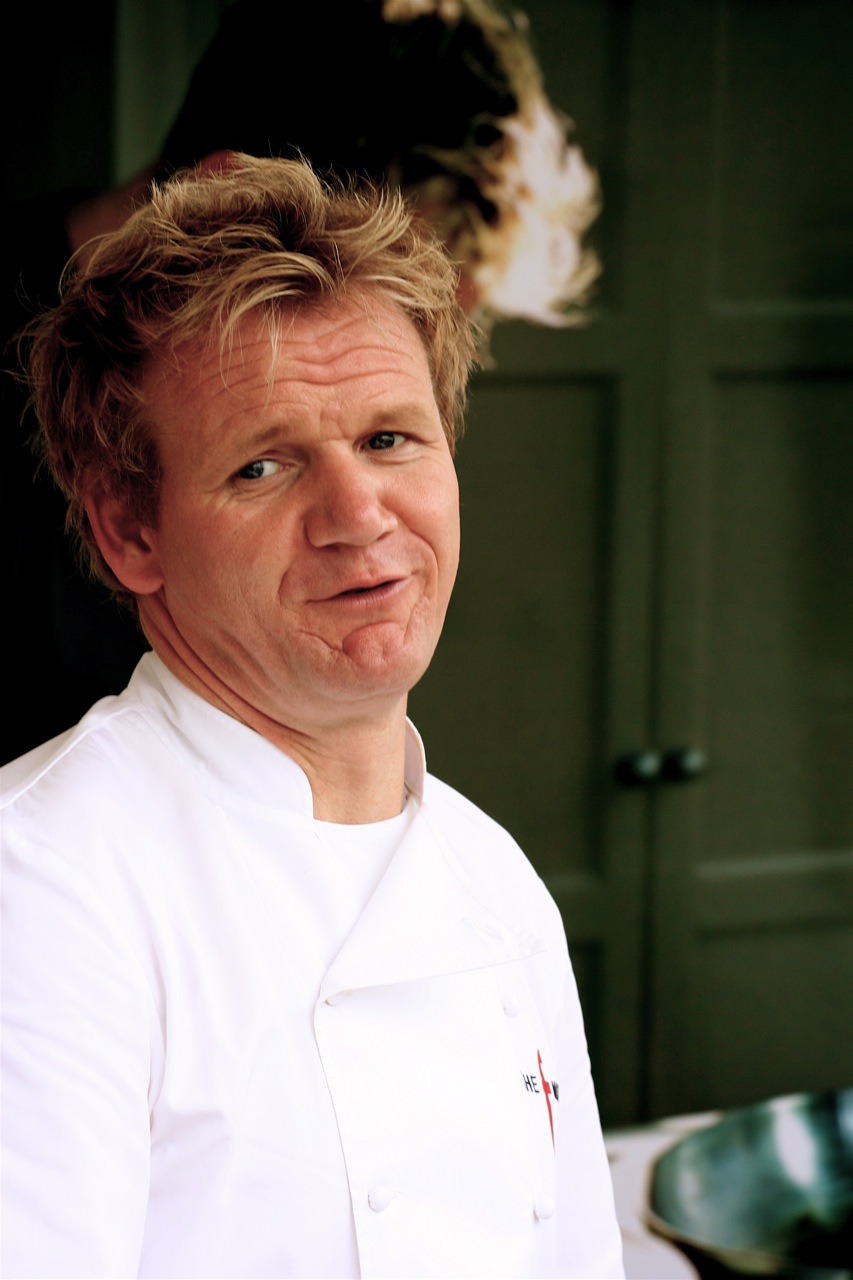
Topkok Gordon Ramsay (1966)

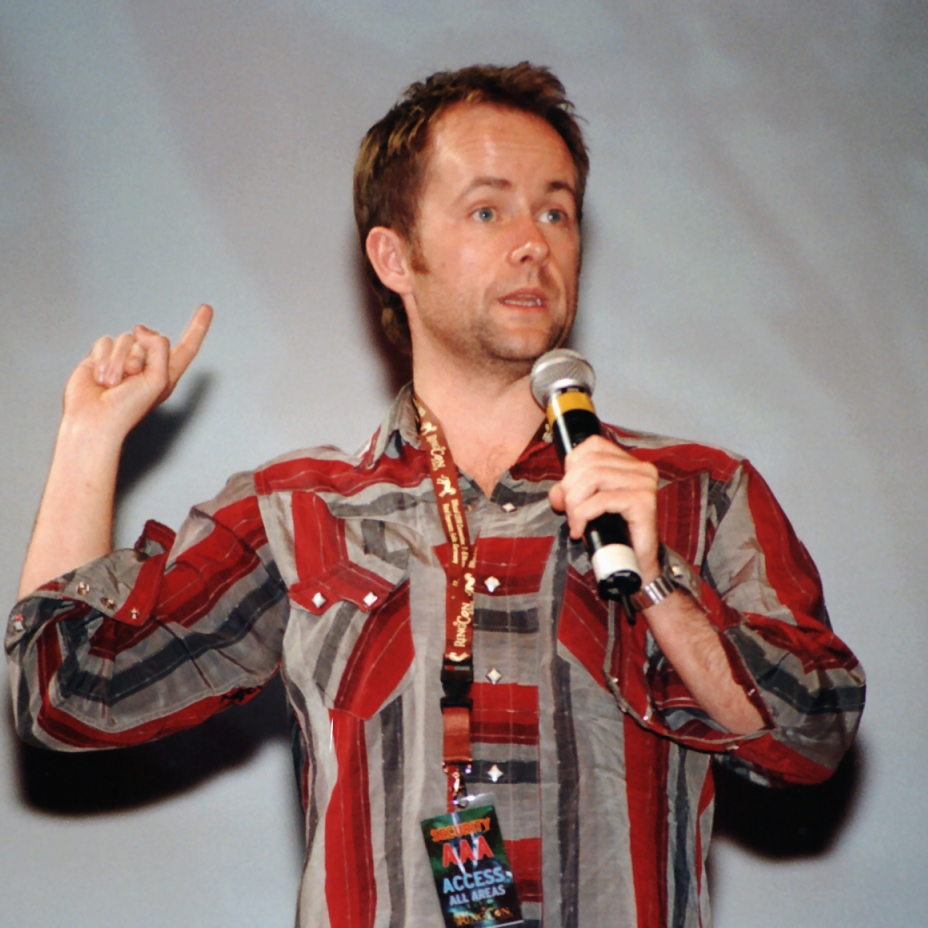
Acteur en zanger Billy Boyd (1968)

- Richard Elliot (1960), jazzsaxofonist
- Tom Galbraith (1960), politicus (Conservative Party)
- Richard McCabe (1960), acteur
- Graeme Sharp (1960), voetballer
- Robert Carlyle (1961), acteur
- Paul Evans (1961), langeafstandsloper
- Debbie Linden (1961–1997), actrice
- Graham McTavish (1961), acteur
- George Rossi (1961-2022), acteur
- Jimmy Somerville (1961), zanger Bronski Beat, The Communards
- Ray Houghton (1962), voetballer
- David Mitchell (1962), Australisch voetballer en coach
- Craig Ferguson (1962), presentator, stand-upcomedian, schrijver, acteur, regisseur, producent en stem-acteur
- Paul Motwani (1962), schaker
- Owen Paul (1962), zanger
- Armando Iannucci (1963), scenarioschrijver, regisseur en producent
- Colin Montgomerie (1963), golfspeler
- Cal MacAninch (1963), acteur
- Angus Macfadyen (1963), acteur
- Niall Ferguson (1963), historicus
- Aminatta Forna (1964), schrijfster
- Tommy Sheridan (1964), politicus
- Nicolette Suwoton (1964), zangeres
- Tom Boyd (1965), profvoetballer
- Tommy Flanagan (1965), acteur
- Douglas Henshall (1965), acteur
- David O'Hara (1965), acteur
- Rob McKinnon (1966), voetballer
- Gordon Ramsay (1966), topkok
- Gary McKinnon (1966), systeembeheerder en computerhacker
- Douglas Alexander (1967), politicus van de Labour Party
- Steve Kean (1967), voetbaltrainer en voormalig voetballer
- Sharon Small (1967), actrice, sopraan en zwemster
- John Barrowman (1967), acteur, zanger, danser en presentator
- Billy Boyd (1968), acteur, zanger van Beecake
- Polly Higgins (1968–2019), advocate
- Derek Whyte (1968), profvoetballer
- Tony Curran (1969), acteur
- Paul Lambert (1969), voetballer
- Rory McCann (1969), acteur
- Billy McKinlay (1969), voetbalcoach en voormalig profvoetballer
- Andrea McLean (1969), tv-presentatrice
- Alex Rae (1969), voetbalcoach en gewezen voetballer

### 1970–1979

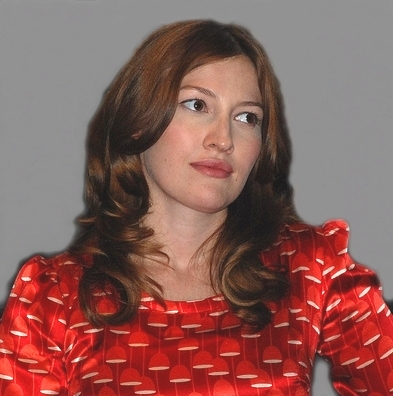
Actrice Kelly Macdonald (1976)

- John Spencer (1970), voetballer en voetbalcoach
- Alan McManus (1971), snookerspeler
- Frankie Boyle (1972), stand-upcomedian
- Paul Dickov (1972), voetballer en voetbalcoach
- Darren Ferguson (1972), voetballer en voetbalcoach
- Kode9 (1973/1974), diskjockey
- Aileen McGlynn (1973), para-wielrenner
- Jackie McNamara (1973), voetballer
- Alyn Smith (1973), politicus
- Alec Newman (1974), acteur
- Ray Park (1974), stuntman en acteur
- Kwame Nkrumah-Acheampong (1974), skiër
- Katherine Grainger (1975), roeister
- Laura Fraser (1976), actrice
- Charlie Miller (1976), voetballer
- Kelly Macdonald (1976), actrice
- Isobel Campbell (1976), zangeres, celliste en componiste in het folkgenre
- Alastair Forsyth (1976), professioneel golfer
- Colin Norris (1976), seriemoordenaar
- Paul Thomson (1976), drummer
- Lee McConnell (1978), sprintster en hordeloopster
- Steven Thomson (1978), voetballer
- William Collum (1979), voetbalscheidsrechter
- Richard Hughes (1979), voetballer
- Keith Lasley (1979), voetballer
- James McAvoy (1979), acteur

### 1980–1989
- Khalid Abdalla (1980), acteur

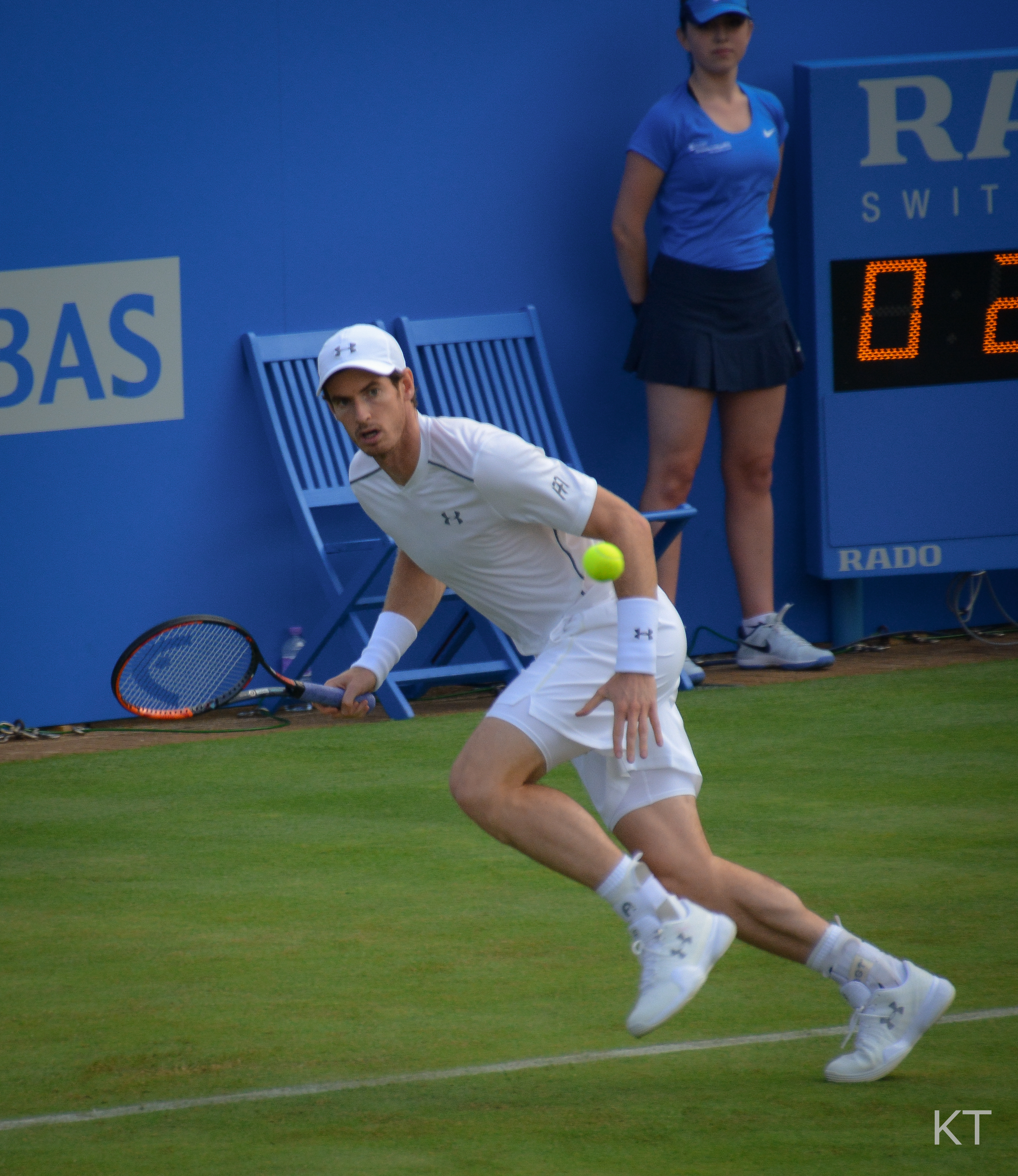
Tennisser Andy Murray (1987)

- Darius Campbell (1980-2022), singer-songwriter
- Gordon Greer (1980), voetballer
- Peter MacDonald (1980), voetballer
- Jo Swinson (1980), politica
- Amy Belle (1981), zangeres
- Martin Canning (1981), voetballer
- Stephen Maguire (1981), snookerspeler
- Ryan Dalziel (1982), autocoureur
- Martin Laird (1982), golfer
- Sean Biggerstaff (1983), acteur
- Chris Burke (1983), voetballer
- James McFadden (1983), voetballer
- Alan Hutton (1984), voetballer
- Anthony Smith (1984), beeldhouwer en fotograaf
- Mark Wilson (1984), voetballer
- Darren Barr (1985), voetballer
- David Marshall (1985), voetballer
- Jamie Baker (1986), tennisser
- Ross McCormack (1986), voetballer
- Aiden McGeady (1986), Iers voetballer
- Hudson Mohawke (1986), producer van elektronische muziek
- Charlie Mulgrew (1986), voetballer
- Jamie Murray (1986), tennisser
- Sophie (1986-2021), zangeres, muziekproducente en dj
- Wolfgang (1986), worstelaar
- James McArthur (1987), voetballer
- Andy Murray (1987), tennisser
- Graham Dorrans (1987), voetballer
- Donald Robertson (1987), voetbalscheidsrechter
- Robert Snodgrass (1987), voetballer
- Krysty Wilson-Cairns (1987), scenarioschrijfster
- Ikechi Anya (1988), voetballer
- Michael Jamieson (1988), zwemmer
- Jamie Murphy (1989), voetballer
- David Templeton (1989), voetballer

### 1990–1999
- James McCarthy (1990), voetballer
- John Fleck (1991), voetballer

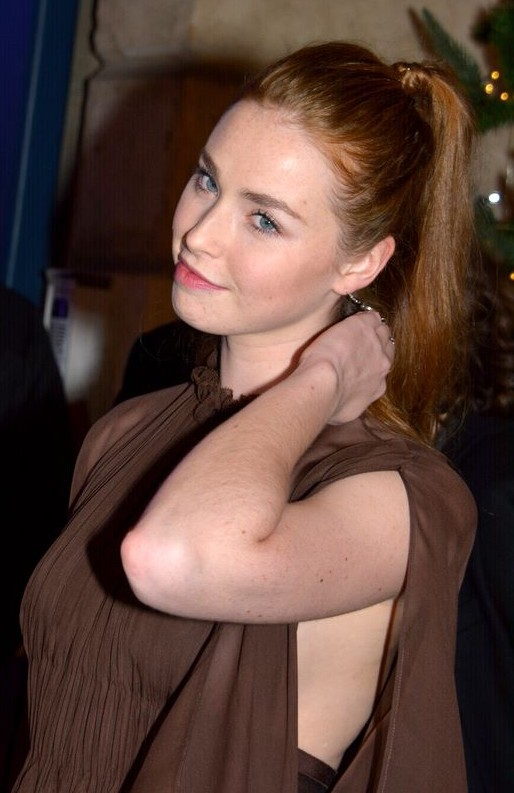
Actrice Freya Mavor (1993)

- Anthony McGill (1991), snookerspeler
- Robert McHugh (1991), voetballer
- Steven Saunders (1991), voetballer
- James Keatings (1992), voetballer
- Callum Skinner (1992), baanwielrenner
- Freya Mavor (1993), film- en televisieactrice
- Callum McGregor (1993), voetballer
- John McGinn (1994), voetballer
- Andrew Robertson (1994), voetballer
- Stephen Hendrie (1995), voetballer
- Jack Hendry (1995), voetballer
- Gary Oliver (1995), voetballer
- Lawrence Shankland (1995), voetballer
- Kevin Nisbet (1997), voetballer
- Duncan Scott (1997), zwemmer
- Liam Brown (1999), voetballer
- Tony Gallacher (1999), voetballer
- Michael Johnston (1999), voetballer

### Vanaf 2000
- Harry Cochrane (2001), voetballer
- Billy Gilmour (2001), voetballer
- Nathan Patterson (2001), voetballer
- Hamish Armitt (2002), wielrenner
- Aaron Hickey (2002), voetballer
- Adam Devine (2003), voetballer